# Шмидт, Карл Адольф
Карл Адольф Шмидт (4 ноября 1815, Альштедт (в ЭСБЕ годом рождения ошибочно указан 1818) — 20 октября 1903, Баден-Баден) — германский юрист, педагог и политик.

## Биография
Родился в семье суперинденданта. Окончил Йенский университет, в котором изучал юридические науки, защитив там докторскую диссертацию в 1839 году и хабилитировавшись уже через год, после чего стал преподавать там римское право. В 1843 году стал адъюнкт-профессором римского права в Йенском университете, с 1849 года — в Грейфсвальдском, с 1850 года — во Фрейбургском. В 1858—1866 годах был избираем в Баденскую палату депутатов, где пользовался хорошей репутацией. До весны 1869 года преподавал в Боннском университете, с осени того же года был профессором Лейпцигского университета, в котором преподавал римское право на протяжении 32 лет, внёс большой вклад в развитие данного учебного заведения, в 1872—1873, 1880—1881 и 1887—1888 годах был деканом его юридического факультета, а в 1873—1874 годах — его ректором. 6 февраля 1889 года стал почётным доктором философии, 13 декабря 1895 года — почётным гражданином Лейпцига.
В октябре 1901 года вышел в отставку и переехал в Карлсруэ, последний год жизни из-за болезни провёл в Баден-Бадене, где и умер.
Основные работы: «Zivilistische Abhandlungen» (Йена, 1841); «Das Interdiktenverfahren der Römer» (Лейпциг, 1853); «Das formelle Recht der Noterben» (1862); «Das Pflichtteilsrecht des Patronus und des Parens Manumissor» (Гейдельберг, 1868); «Das Hauskind in mancipio» (Лейпциг, 1879).